# Kanō Eitoku
Kanō Eitoku (狩野 永徳?  Kioto, 16 de febrero de 1543-12 de octubre de 1590) fue un pintor japonés activo durante el período Azuchi-Momoyama y uno de los más destacados representantes de la Escuela Kanō de la pintura de Japón. Eitoku era el bisnieto de su fundador, el también pintor Kanō Masanobu.
Fue instruido en arte por su abuelo Kanō Motonobu, adquiriendo por ello una notable influencia de la pintura china que se percibe en la energía de su trazo. Destacó en la pintura de biombos, destinados fundamentalmente a la decoración de fortalezas, como el castillo de Osaka. Su pintura se caracteriza por una gran monumentalismo y profusión en el uso de la pintura dorada. Entre su temas habituales están las flores, paisajes, animales y árboles. Buena parte de su obra fue destruida en las revueltas  que antecedieron a la instauración del shogunato Tokugawa.

## Galería

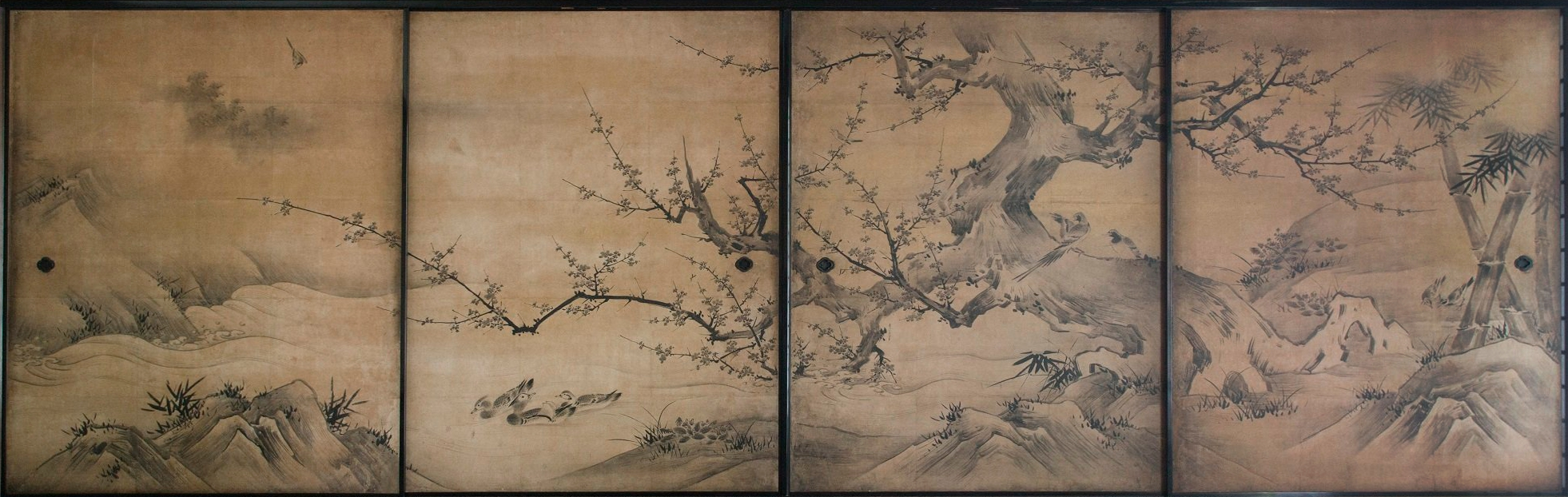
Pájaros y flores de las cuatro estaciones
El Gran Ciprés (1590).
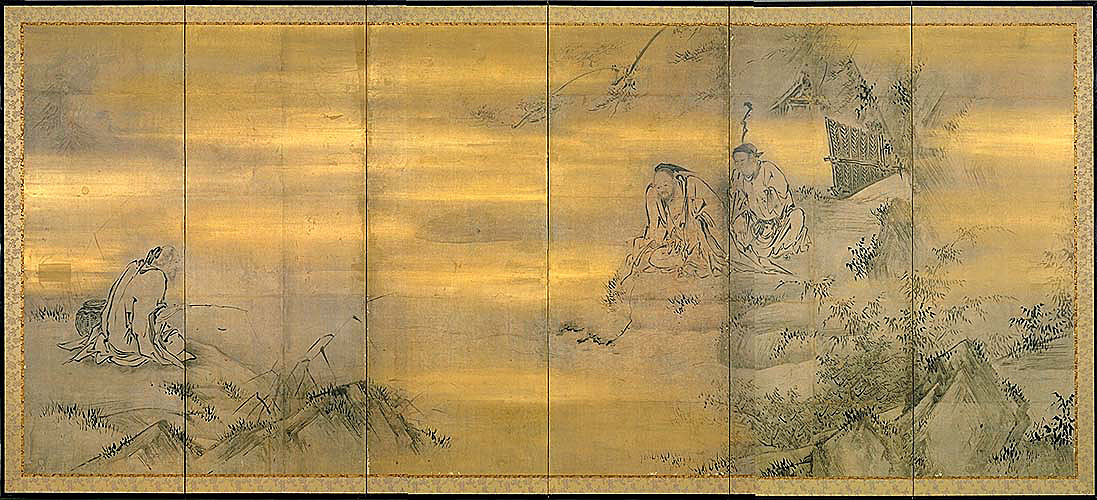
Ermitaños y una hada
Leones guardianes chinos